# Ливни
Ливни (рус. Ливны) град је у Русији у Орловској области. Према попису становништва из 2010. у граду је живело 50.430 становника, а 2018. године 47.221.

## Становништво
Према прелиминарним подацима са пописа, у граду је 2010. живело 50.430 становника, 2.411 (4,56%) мање него 2002.
| 1939.  | 1959.  | 1970.  | 1979.  | 1989.  | 2002.  | 2010.  |
| ------ | ------ | ------ | ------ | ------ | ------ | ------ |
| 11.982 | 23.900 | 37.290 | 44.912 | 51.696 | 52.841 | 50.430 |

## Партнерски градови
Градови побратими (2019):
- Кобрин (од 1999)
- Балци (од 2005)
- / Саки (од 2009)